# Volta ao País Basco de 2022
A 61.ª edição da Volta ao País Basco (oficialmente: 2022ko Euskal Herriko Itzulia) foi uma corrida de ciclismo em estrada por etapas que se celebrou entre 4 e 9 de abril de 2022 com início na cidade de Fuenterrabia (Hondarribia) e final no monte Arrate situado sobre a cidade de Eibar na Espanha. O percurso consta de um total de 6 etapas sobre uma distância total de 882 quilómetros
A corrida fez parte do circuito UCI WorldTour de 2022, calendário ciclístico de máximo nível mundial, sendo a décima terceira corrida de dito circuito e foi vencida pelo colombiano Daniel Felipe Martínez do Ineos Grenadiers. Completaram o pódio, como segundo e terceiro classificado respectivamente, o espanhol Ion Izagirre do Cofidis e o russo Aleksandr Vlasov do Bora-Hansgrohe.

## Equipas participantes
Tomaram parte na corrida 23 equipas: 18 de categoria UCI WorldTeam e 5 de categoria UCI ProTeam. Formaram assim um pelotão de 156 ciclistas dos que acabaram 54. As equipas participantes foram:
| Equipes WorldTeam (18)- AG2R Citroën Team - Astana Qazaqstan Team - Bahrain Victorious - Bora-Hansgrohe - Cofidis - EF Education-EasyPost - Groupama-FDJ - Ineos Grenadiers - Intermarché-Wanty-Gobert Matériaux - Israel-Premier Tech - Jumbo-Visma - Lotto-Soudal - Movistar Team - Quick-Step Alpha Vinyl - BikeExchange-Jayco - Team DSM - Trek-Segafredo - UAE Team Emirates Equipes ProTeam (5)- TotalEnergies - Burgos-BH - Caja Rural-Seguros RGA - Equipo Kern Pharma - Euskaltel-Euskadi |
| |

## Percurso
A Volta ao País Basco dispôs de seis etapas divididas numa crotrarrelógio individual na primeira etapa, quatro etapas em media montanha, e uma etapas de alta montanha para um percurso total de 882 quilómetros.
| Etapa | Data   | Percurso                  | type                      | Distância (km) | Elevação (m) | Vencedor               | Líder geral            |
| ----- | ------ | ------------------------- | ------------------------- | -------------- | ------------ | ---------------------- | ---------------------- |
| 1     | 4 abr. | Hondarribia – Hondarribia | contrarrelógio individual | 7,5            | 100 m        | Primož Roglič          | Primož Roglič          |
| 2     | 5 abr. | Leiza – Viana             | etapa escarpada           | 207,9          | 2 625 m      | Julian Alaphilippe     | Primož Roglič          |
| 3     | 6 abr. | Laudio – Amurrio          | média montanha            | 181,7          | 3 278 m      | Pello Bilbao           | Primož Roglič          |
| 4     | 7 abr. | Vitoria-Gasteiz – Zamudio | média montanha            | 185,6          | 2 703 m      | Daniel Felipe Martínez | Primož Roglič          |
| 5     | 8 abr. | Zamudio – Mallavia        | alta montanha             | 163,7          | 3 485 m      | Carlos Rodríguez       | Remco Evenepoel        |
| 6     | 9 abr. | Eibar – Arrate            | alta montanha             | 135,6          | 3 636 m      | Ion Izagirre           | Daniel Felipe Martínez |

## Desenvolvimento da corrida

### 1.ª etapa
| Hondarribia - Hondarribia | contrarrelógio individual | (7,5 km) |

| \| Classificação por etapas \| Classificação por etapas \| Classificação por etapas \| Classificação por etapas \| Classificação por etapas \| \| Ciclista \| Ciclista \| Equipe \| Tempo \| \| \| ------------------------ \| ------------------------ \| ------------------------ \| ------------------------ \| ------------------------ \| \| 1. \| Primož Roglič \| Jumbo-Visma \| 9m48s \| \| \| 2. \| Remco Evenepoel \| Quick-Step Alpha Vinyl \| + 5s \| \| \| 3. \| Rémi Cavagna \| Quick-Step Alpha Vinyl \| + 16s \| \| \| 4. \| Geraint Thomas \| Ineos Grenadiers \| + 18s \| \| \| 5. \| Adam Yates \| Ineos Grenadiers \| + 18s \| \| \| 6. \| Aleksandr Vlasov \| Bora-Hansgrohe \| + 18s \| \| \| 7. \| Bruno Armirail \| Groupama-FDJ \| + 20s \| \| \| 8. \| Ion Izagirre \| Cofidis \| + 20s \| \| \| 9. \| Jonas Vingegaard \| Jumbo-Visma \| + 20s \| \| \| 10. \| Ben Tulett \| Ineos Grenadiers \| + 21s \| \| |                  |                        |       |
| |                  |                        |       |
| Fonte: ProCyclingStats |                  |                        |       |
| Classificação por etapas |                  |                        |       |
| Ciclista | Ciclista         | Equipe                 | Tempo |
| 1. | Primož Roglič    | Jumbo-Visma            | 9m48s |
| 2. | Remco Evenepoel  | Quick-Step Alpha Vinyl | + 5s  |
| 3. | Rémi Cavagna     | Quick-Step Alpha Vinyl | + 16s |
| 4. | Geraint Thomas   | Ineos Grenadiers       | + 18s |
| 5. | Adam Yates       | Ineos Grenadiers       | + 18s |
| 6. | Aleksandr Vlasov | Bora-Hansgrohe         | + 18s |
| 7. | Bruno Armirail   | Groupama-FDJ           | + 20s |
| 8. | Ion Izagirre     | Cofidis                | + 20s |
| 9. | Jonas Vingegaard | Jumbo-Visma            | + 20s |
| 10. | Ben Tulett       | Ineos Grenadiers       | + 21s |

| \| Classificação geral \| Classificação geral \| Classificação geral \| Classificação geral \| Classificação geral \| \| Ciclista \| Ciclista \| Equipe \| Tempo \| \| \| ------------------- \| ------------------- \| ---------------------- \| ------------------- \| ------------------- \| \| 1. \| Primož Roglič \| Jumbo-Visma \| 9m48s \| \| \| 2. \| Remco Evenepoel \| Quick-Step Alpha Vinyl \| + 5s \| \| \| 3. \| Rémi Cavagna \| Quick-Step Alpha Vinyl \| + 16s \| \| \| 4. \| Geraint Thomas \| Ineos Grenadiers \| + 18s \| \| \| 5. \| Adam Yates \| Ineos Grenadiers \| + 18s \| \| \| 6. \| Aleksandr Vlasov \| Bora-Hansgrohe \| + 18s \| \| \| 7. \| Bruno Armirail \| Groupama-FDJ \| + 20s \| \| \| 8. \| Ion Izagirre \| Cofidis \| + 20s \| \| \| 9. \| Jonas Vingegaard \| Jumbo-Visma \| + 20s \| \| \| 10. \| Ben Tulett \| Ineos Grenadiers \| + 21s \| \| |                  |                        |       |
| |                  |                        |       |
| Fonte: ProCyclingStats |                  |                        |       |
| Classificação geral |                  |                        |       |
| Ciclista | Ciclista         | Equipe                 | Tempo |
| 1. | Primož Roglič    | Jumbo-Visma            | 9m48s |
| 2. | Remco Evenepoel  | Quick-Step Alpha Vinyl | + 5s  |
| 3. | Rémi Cavagna     | Quick-Step Alpha Vinyl | + 16s |
| 4. | Geraint Thomas   | Ineos Grenadiers       | + 18s |
| 5. | Adam Yates       | Ineos Grenadiers       | + 18s |
| 6. | Aleksandr Vlasov | Bora-Hansgrohe         | + 18s |
| 7. | Bruno Armirail   | Groupama-FDJ           | + 20s |
| 8. | Ion Izagirre     | Cofidis                | + 20s |
| 9. | Jonas Vingegaard | Jumbo-Visma            | + 20s |
| 10. | Ben Tulett       | Ineos Grenadiers       | + 21s |

### 2.ª etapa
| Leiza - Viana | etapa escarpada | (207,9 km) |

| \| Classificação por etapas \| Classificação por etapas \| Classificação por etapas \| Classificação por etapas \| Classificação por etapas \| \| Ciclista \| Ciclista \| Equipe \| Tempo \| \| \| ------------------------ \| ------------------------ \| ---------------------------------- \| ------------------------ \| ------------------------ \| \| 1. \| Julian Alaphilippe \| Quick-Step Alpha Vinyl \| 5h04m35s \| \| \| 2. \| Fabien Doubey \| TotalEnergies \| + 0s \| \| \| 3. \| Quinten Hermans \| Intermarché-Wanty-Gobert Matériaux \| + 0s \| \| \| 4. \| Hugo Houle \| Israel-Premier Tech \| + 0s \| \| \| 5. \| Orluis Aular \| Caja Rural-Seguros RGA \| + 0s \| \| \| 6. \| Gotzon Martín \| Euskaltel-Euskadi \| + 0s \| \| \| 7. \| Adam Yates \| Ineos Grenadiers \| + 0s \| \| \| 8. \| David Gaudu \| Groupama-FDJ \| + 0s \| \| \| 9. \| Remco Evenepoel \| Quick-Step Alpha Vinyl \| + 0s \| \| \| 10. \| Maxim Van Gils \| Lotto-Soudal \| + 0s \| \| |                    |                                    |          |
| |                    |                                    |          |
| Fonte: ProCyclingStats |                    |                                    |          |
| Classificação por etapas |                    |                                    |          |
| Ciclista | Ciclista           | Equipe                             | Tempo    |
| 1. | Julian Alaphilippe | Quick-Step Alpha Vinyl             | 5h04m35s |
| 2. | Fabien Doubey      | TotalEnergies                      | + 0s     |
| 3. | Quinten Hermans    | Intermarché-Wanty-Gobert Matériaux | + 0s     |
| 4. | Hugo Houle         | Israel-Premier Tech                | + 0s     |
| 5. | Orluis Aular       | Caja Rural-Seguros RGA             | + 0s     |
| 6. | Gotzon Martín      | Euskaltel-Euskadi                  | + 0s     |
| 7. | Adam Yates         | Ineos Grenadiers                   | + 0s     |
| 8. | David Gaudu        | Groupama-FDJ                       | + 0s     |
| 9. | Remco Evenepoel    | Quick-Step Alpha Vinyl             | + 0s     |
| 10. | Maxim Van Gils     | Lotto-Soudal                       | + 0s     |

| \| Classificação geral \| Classificação geral \| Classificação geral \| Classificação geral \| Classificação geral \| \| Ciclista \| Ciclista \| Equipe \| Tempo \| \| \| ------------------- \| ------------------- \| ---------------------- \| ------------------- \| ------------------- \| \| 1. \| Primož Roglič \| Jumbo-Visma \| 5h04m35s \| \| \| 2. \| Remco Evenepoel \| Quick-Step Alpha Vinyl \| + 5s \| \| \| 3. \| Rémi Cavagna \| Quick-Step Alpha Vinyl \| + 16s \| \| \| 4. \| Geraint Thomas \| Ineos Grenadiers \| + 18s \| \| \| 5. \| Adam Yates \| Ineos Grenadiers \| + 18s \| \| \| 6. \| Aleksandr Vlasov \| Bora-Hansgrohe \| + 18s \| \| \| 7. \| Bruno Armirail \| Groupama-FDJ \| + 20s \| \| \| 8. \| Ion Izagirre \| Cofidis \| + 20s \| \| \| 9. \| Jonas Vingegaard \| Jumbo-Visma \| + 20s \| \| \| 10. \| Ben Tulett \| Ineos Grenadiers \| + 21s \| \| |                  |                        |          |
| |                  |                        |          |
| Fonte: ProCyclingStats |                  |                        |          |
| Classificação geral |                  |                        |          |
| Ciclista | Ciclista         | Equipe                 | Tempo    |
| 1. | Primož Roglič    | Jumbo-Visma            | 5h04m35s |
| 2. | Remco Evenepoel  | Quick-Step Alpha Vinyl | + 5s     |
| 3. | Rémi Cavagna     | Quick-Step Alpha Vinyl | + 16s    |
| 4. | Geraint Thomas   | Ineos Grenadiers       | + 18s    |
| 5. | Adam Yates       | Ineos Grenadiers       | + 18s    |
| 6. | Aleksandr Vlasov | Bora-Hansgrohe         | + 18s    |
| 7. | Bruno Armirail   | Groupama-FDJ           | + 20s    |
| 8. | Ion Izagirre     | Cofidis                | + 20s    |
| 9. | Jonas Vingegaard | Jumbo-Visma            | + 20s    |
| 10. | Ben Tulett       | Ineos Grenadiers       | + 21s    |

### 3.ª etapa
| Laudio - Amurrio | média montanha | (181,7 km) |

| \| Classificação por etapas \| Classificação por etapas \| Classificação por etapas \| Classificação por etapas \| Classificação por etapas \| \| Ciclista \| Ciclista \| Equipe \| Tempo \| \| \| ------------------------ \| ------------------------ \| ------------------------ \| ------------------------ \| ------------------------ \| \| 1. \| Pello Bilbao \| Bahrain Victorious \| 4h35m24s \| \| \| 2. \| Julian Alaphilippe \| Quick-Step Alpha Vinyl \| + 0s \| \| \| 3. \| Aleksandr Vlasov \| Bora-Hansgrohe \| + 0s \| \| \| 4. \| David Gaudu \| Groupama-FDJ \| + 0s \| \| \| 5. \| Enric Mas \| Movistar Team \| + 0s \| \| \| 6. \| Pierre Latour \| TotalEnergies \| + 0s \| \| \| 7. \| Primož Roglič \| Jumbo-Visma \| + 0s \| \| \| 8. \| Ion Izagirre \| Cofidis \| + 0s \| \| \| 9. \| Jonas Vingegaard \| Jumbo-Visma \| + 0s \| \| \| 10. \| Rigoberto Urán \| EF Education-EasyPost \| + 0s \| \| |                    |                        |          |
| |                    |                        |          |
| Fonte: ProCyclingStats |                    |                        |          |
| Classificação por etapas |                    |                        |          |
| Ciclista | Ciclista           | Equipe                 | Tempo    |
| 1. | Pello Bilbao       | Bahrain Victorious     | 4h35m24s |
| 2. | Julian Alaphilippe | Quick-Step Alpha Vinyl | + 0s     |
| 3. | Aleksandr Vlasov   | Bora-Hansgrohe         | + 0s     |
| 4. | David Gaudu        | Groupama-FDJ           | + 0s     |
| 5. | Enric Mas          | Movistar Team          | + 0s     |
| 6. | Pierre Latour      | TotalEnergies          | + 0s     |
| 7. | Primož Roglič      | Jumbo-Visma            | + 0s     |
| 8. | Ion Izagirre       | Cofidis                | + 0s     |
| 9. | Jonas Vingegaard   | Jumbo-Visma            | + 0s     |
| 10. | Rigoberto Urán     | EF Education-EasyPost  | + 0s     |

| \| Classificação geral \| Classificação geral \| Classificação geral \| Classificação geral \| Classificação geral \| \| Ciclista \| Ciclista \| Equipe \| Tempo \| \| \| ------------------- \| ---------------------- \| ---------------------- \| ------------------- \| ------------------- \| \| 1. \| Primož Roglič \| Jumbo-Visma \| 9h49m47s \| \| \| 2. \| Remco Evenepoel \| Quick-Step Alpha Vinyl \| + 5s \| \| \| 3. \| Aleksandr Vlasov \| Bora-Hansgrohe \| + 14s \| \| \| 4. \| Adam Yates \| Ineos Grenadiers \| + 18s \| \| \| 5. \| Pello Bilbao \| Bahrain Victorious \| + 19s \| \| \| 6. \| Jonas Vingegaard \| Jumbo-Visma \| + 19s \| \| \| 7. \| Ion Izagirre \| Cofidis \| + 20s \| \| \| 8. \| Daniel Felipe Martínez \| Ineos Grenadiers \| + 21s \| \| \| 9. \| Pierre Latour \| TotalEnergies \| + 25s \| \| \| 10. \| Julian Alaphilippe \| Quick-Step Alpha Vinyl \| + 28s \| \| |                        |                        |          |
| |                        |                        |          |
| Fonte: ProCyclingStats |                        |                        |          |
| Classificação geral |                        |                        |          |
| Ciclista | Ciclista               | Equipe                 | Tempo    |
| 1. | Primož Roglič          | Jumbo-Visma            | 9h49m47s |
| 2. | Remco Evenepoel        | Quick-Step Alpha Vinyl | + 5s     |
| 3. | Aleksandr Vlasov       | Bora-Hansgrohe         | + 14s    |
| 4. | Adam Yates             | Ineos Grenadiers       | + 18s    |
| 5. | Pello Bilbao           | Bahrain Victorious     | + 19s    |
| 6. | Jonas Vingegaard       | Jumbo-Visma            | + 19s    |
| 7. | Ion Izagirre           | Cofidis                | + 20s    |
| 8. | Daniel Felipe Martínez | Ineos Grenadiers       | + 21s    |
| 9. | Pierre Latour          | TotalEnergies          | + 25s    |
| 10. | Julian Alaphilippe     | Quick-Step Alpha Vinyl | + 28s    |

### 4.ª etapa
| Vitoria-Gasteiz - Zamudio | média montanha | (185,6 km) |

| \| Classificação por etapas \| Classificação por etapas \| Classificação por etapas \| Classificação por etapas \| Classificação por etapas \| \| Ciclista \| Ciclista \| Equipe \| Tempo \| \| \| ------------------------ \| ------------------------ \| ------------------------ \| ------------------------ \| ------------------------ \| \| 1. \| Daniel Felipe Martínez \| Ineos Grenadiers \| 4h15m23s \| \| \| 2. \| Julian Alaphilippe \| Quick-Step Alpha Vinyl \| + 0s \| \| \| 3. \| Diego Ulissi \| UAE Team Emirates \| + 0s \| \| \| 4. \| Primož Roglič \| Jumbo-Visma \| + 0s \| \| \| 5. \| Pello Bilbao \| Bahrain Victorious \| + 0s \| \| \| 6. \| Orluis Aular \| Caja Rural-Seguros RGA \| + 0s \| \| \| 7. \| Ruben Guerreiro \| EF Education-EasyPost \| + 0s \| \| \| 8. \| Rudy Molard \| Groupama-FDJ \| + 0s \| \| \| 9. \| Aleksandr Vlasov \| Bora-Hansgrohe \| + 0s \| \| \| 10. \| Gianluca Brambilla \| Trek-Segafredo \| + 0s \| \| |                        |                        |          |
| |                        |                        |          |
| Fonte: ProCyclingStats |                        |                        |          |
| Classificação por etapas |                        |                        |          |
| Ciclista | Ciclista               | Equipe                 | Tempo    |
| 1. | Daniel Felipe Martínez | Ineos Grenadiers       | 4h15m23s |
| 2. | Julian Alaphilippe     | Quick-Step Alpha Vinyl | + 0s     |
| 3. | Diego Ulissi           | UAE Team Emirates      | + 0s     |
| 4. | Primož Roglič          | Jumbo-Visma            | + 0s     |
| 5. | Pello Bilbao           | Bahrain Victorious     | + 0s     |
| 6. | Orluis Aular           | Caja Rural-Seguros RGA | + 0s     |
| 7. | Ruben Guerreiro        | EF Education-EasyPost  | + 0s     |
| 8. | Rudy Molard            | Groupama-FDJ           | + 0s     |
| 9. | Aleksandr Vlasov       | Bora-Hansgrohe         | + 0s     |
| 10. | Gianluca Brambilla     | Trek-Segafredo         | + 0s     |

| \| Classificação geral \| Classificação geral \| Classificação geral \| Classificação geral \| Classificação geral \| \| Ciclista \| Ciclista \| Equipe \| Tempo \| \| \| ------------------- \| ---------------------- \| ---------------------- \| ------------------- \| ------------------- \| \| 1. \| Primož Roglič \| Jumbo-Visma \| 14h05m10s \| \| \| 2. \| Remco Evenepoel \| Quick-Step Alpha Vinyl \| + 5s \| \| \| 3. \| Daniel Felipe Martínez \| Ineos Grenadiers \| + 11s \| \| \| 4. \| Aleksandr Vlasov \| Bora-Hansgrohe \| + 14s \| \| \| 5. \| Adam Yates \| Ineos Grenadiers \| + 18s \| \| \| 6. \| Pello Bilbao \| Bahrain Victorious \| + 19s \| \| \| 7. \| Jonas Vingegaard \| Jumbo-Visma \| + 19s \| \| \| 8. \| Ion Izagirre \| Cofidis \| + 20s \| \| \| 9. \| Julian Alaphilippe \| Quick-Step Alpha Vinyl \| + 22s \| \| \| 10. \| David Gaudu \| Groupama-FDJ \| + 32s \| \| |                        |                        |           |
| |                        |                        |           |
| Fonte: ProCyclingStats |                        |                        |           |
| Classificação geral |                        |                        |           |
| Ciclista | Ciclista               | Equipe                 | Tempo     |
| 1. | Primož Roglič          | Jumbo-Visma            | 14h05m10s |
| 2. | Remco Evenepoel        | Quick-Step Alpha Vinyl | + 5s      |
| 3. | Daniel Felipe Martínez | Ineos Grenadiers       | + 11s     |
| 4. | Aleksandr Vlasov       | Bora-Hansgrohe         | + 14s     |
| 5. | Adam Yates             | Ineos Grenadiers       | + 18s     |
| 6. | Pello Bilbao           | Bahrain Victorious     | + 19s     |
| 7. | Jonas Vingegaard       | Jumbo-Visma            | + 19s     |
| 8. | Ion Izagirre           | Cofidis                | + 20s     |
| 9. | Julian Alaphilippe     | Quick-Step Alpha Vinyl | + 22s     |
| 10. | David Gaudu            | Groupama-FDJ           | + 32s     |

### 5.ª etapa
| Zamudio - Mallavia | alta montanha | (163,7 km) |

| \| Classificação por etapas \| Classificação por etapas \| Classificação por etapas \| Classificação por etapas \| Classificação por etapas \| \| Ciclista \| Ciclista \| Equipe \| Tempo \| \| \| ------------------------ \| ------------------------ \| ------------------------ \| ------------------------ \| ------------------------ \| \| 1. \| Carlos Rodríguez \| Ineos Grenadiers \| 4h07m09s \| \| \| 2. \| Daniel Felipe Martínez \| Ineos Grenadiers \| + 7s \| \| \| 3. \| Remco Evenepoel \| Quick-Step Alpha Vinyl \| + 9s \| \| \| 4. \| Ion Izagirre \| Cofidis \| + 11s \| \| \| 5. \| Enric Mas \| Movistar Team \| + 11s \| \| \| 6. \| Pello Bilbao \| Bahrain Victorious \| + 13s \| \| \| 7. \| Aleksandr Vlasov \| Bora-Hansgrohe \| + 18s \| \| \| 8. \| Jonas Vingegaard \| Jumbo-Visma \| + 20s \| \| \| 9. \| Marc Soler \| UAE Team Emirates \| + 38s \| \| \| 10. \| Fernando Barceló \| Caja Rural-Seguros RGA \| + 1m07s \| \| |                        |                        |          |
| |                        |                        |          |
| Fonte: ProCyclingStats |                        |                        |          |
| Classificação por etapas |                        |                        |          |
| Ciclista | Ciclista               | Equipe                 | Tempo    |
| 1. | Carlos Rodríguez       | Ineos Grenadiers       | 4h07m09s |
| 2. | Daniel Felipe Martínez | Ineos Grenadiers       | + 7s     |
| 3. | Remco Evenepoel        | Quick-Step Alpha Vinyl | + 9s     |
| 4. | Ion Izagirre           | Cofidis                | + 11s    |
| 5. | Enric Mas              | Movistar Team          | + 11s    |
| 6. | Pello Bilbao           | Bahrain Victorious     | + 13s    |
| 7. | Aleksandr Vlasov       | Bora-Hansgrohe         | + 18s    |
| 8. | Jonas Vingegaard       | Jumbo-Visma            | + 20s    |
| 9. | Marc Soler             | UAE Team Emirates      | + 38s    |
| 10. | Fernando Barceló       | Caja Rural-Seguros RGA | + 1m07s  |

| \| Classificação geral \| Classificação geral \| Classificação geral \| Classificação geral \| Classificação geral \| \| Ciclista \| Ciclista \| Equipe \| Tempo \| \| \| ------------------- \| ---------------------- \| ---------------------- \| ------------------- \| ------------------- \| \| 1. \| Remco Evenepoel \| Quick-Step Alpha Vinyl \| 18h12m29s \| \| \| 2. \| Daniel Felipe Martínez \| Ineos Grenadiers \| + 2s \| \| \| 3. \| Ion Izagirre \| Cofidis \| + 21s \| \| \| 4. \| Aleksandr Vlasov \| Bora-Hansgrohe \| + 22s \| \| \| 5. \| Pello Bilbao \| Bahrain Victorious \| + 22s \| \| \| 6. \| Jonas Vingegaard \| Jumbo-Visma \| + 29s \| \| \| 7. \| Enric Mas \| Movistar Team \| + 37s \| \| \| 8. \| Primož Roglič \| Jumbo-Visma \| + 1m05s \| \| \| 9. \| Adam Yates \| Ineos Grenadiers \| + 1m15s \| \| \| 10. \| Marc Soler \| UAE Team Emirates \| + 1m30s \| \| |                        |                        |           |
| |                        |                        |           |
| Fonte: ProCyclingStats |                        |                        |           |
| Classificação geral |                        |                        |           |
| Ciclista | Ciclista               | Equipe                 | Tempo     |
| 1. | Remco Evenepoel        | Quick-Step Alpha Vinyl | 18h12m29s |
| 2. | Daniel Felipe Martínez | Ineos Grenadiers       | + 2s      |
| 3. | Ion Izagirre           | Cofidis                | + 21s     |
| 4. | Aleksandr Vlasov       | Bora-Hansgrohe         | + 22s     |
| 5. | Pello Bilbao           | Bahrain Victorious     | + 22s     |
| 6. | Jonas Vingegaard       | Jumbo-Visma            | + 29s     |
| 7. | Enric Mas              | Movistar Team          | + 37s     |
| 8. | Primož Roglič          | Jumbo-Visma            | + 1m05s   |
| 9. | Adam Yates             | Ineos Grenadiers       | + 1m15s   |
| 10. | Marc Soler             | UAE Team Emirates      | + 1m30s   |

### 6.ª etapa
| Eibar - Arrate | alta montanha | (135,6 km) |

| \| Classificação por etapas \| Classificação por etapas \| Classificação por etapas \| Classificação por etapas \| Classificação por etapas \| \| Ciclista \| Ciclista \| Equipe \| Tempo \| \| \| ------------------------ \| ------------------------ \| ------------------------ \| ------------------------ \| ------------------------ \| \| 1. \| Ion Izagirre \| Cofidis \| 3h47m07s \| \| \| 2. \| Aleksandr Vlasov \| Bora-Hansgrohe \| + 0s \| \| \| 3. \| Marc Soler \| UAE Team Emirates \| + 0s \| \| \| 4. \| Daniel Felipe Martínez \| Ineos Grenadiers \| + 0s \| \| \| 5. \| Jonas Vingegaard \| Jumbo-Visma \| + 3s \| \| \| 6. \| Pello Bilbao \| Bahrain Victorious \| + 13s \| \| \| 7. \| Remco Evenepoel \| Quick-Step Alpha Vinyl \| + 24s \| \| \| 8. \| Juan Pedro López \| Trek-Segafredo \| + 52s \| \| \| 9. \| Davide Formolo \| UAE Team Emirates \| + 1m29s \| \| \| 10. \| Félix Gall \| AG2R Citroën Team \| + 1m41s \| \| |                        |                        |          |
| |                        |                        |          |
| Fonte: ProCyclingStats |                        |                        |          |
| Classificação por etapas |                        |                        |          |
| Ciclista | Ciclista               | Equipe                 | Tempo    |
| 1. | Ion Izagirre           | Cofidis                | 3h47m07s |
| 2. | Aleksandr Vlasov       | Bora-Hansgrohe         | + 0s     |
| 3. | Marc Soler             | UAE Team Emirates      | + 0s     |
| 4. | Daniel Felipe Martínez | Ineos Grenadiers       | + 0s     |
| 5. | Jonas Vingegaard       | Jumbo-Visma            | + 3s     |
| 6. | Pello Bilbao           | Bahrain Victorious     | + 13s    |
| 7. | Remco Evenepoel        | Quick-Step Alpha Vinyl | + 24s    |
| 8. | Juan Pedro López       | Trek-Segafredo         | + 52s    |
| 9. | Davide Formolo         | UAE Team Emirates      | + 1m29s  |
| 10. | Félix Gall             | AG2R Citroën Team      | + 1m41s  |

## Classificações finais
- As classificações finalizaram da seguinte forma:[2]

### Classificação geral
| \| Classificação geral \| Classificação geral \| Classificação geral \| Classificação geral \| Classificação geral \| \| Ciclista \| Ciclista \| Equipe \| Tempo \| \| \| ------------------- \| ---------------------- \| ---------------------- \| ------------------- \| ------------------- \| \| 1. \| Daniel Felipe Martínez \| Ineos Grenadiers \| 21h59m36s \| \| \| 2. \| Ion Izagirre \| Cofidis \| + 11s \| \| \| 3. \| Aleksandr Vlasov \| Bora-Hansgrohe \| + 16s \| \| \| 4. \| Remco Evenepoel \| Quick-Step Alpha Vinyl \| + 21s \| \| \| 5. \| Pello Bilbao \| Bahrain Victorious \| + 32s \| \| \| 6. \| Jonas Vingegaard \| Jumbo-Visma \| + 32s \| \| \| 7. \| Marc Soler \| UAE Team Emirates \| + 1m26s \| \| \| 8. \| Primož Roglič \| Jumbo-Visma \| + 3m18s \| \| \| 9. \| Enric Mas \| Movistar Team \| + 3m55s \| \| \| 10. \| Rigoberto Urán \| EF Education-EasyPost \| + 5m03s \| \| \| 11. \| Juan Pedro López \| Trek-Segafredo \| + 5m24s \| \| \| 12. \| Félix Gall \| AG2R Citroën Team \| + 5m58s \| \| \| 13. \| Michael Woods \| Israel-Premier Tech \| + 7m16s \| \| \| 14. \| Diego Ulissi \| UAE Team Emirates \| + 7m25s \| \| \| 15. \| Gianluca Brambilla \| Trek-Segafredo \| + 8m02s \| \| \| 16. \| Steff Cras \| Lotto-Soudal \| + 8m32s \| \| \| 17. \| Jonathan Lastra \| Caja Rural-Seguros RGA \| + 8m43s \| \| \| 18. \| David Gaudu \| Groupama-FDJ \| + 8m49s \| \| \| 19. \| Sébastien Reichenbach \| Groupama-FDJ \| + 8m51s \| \| \| 20. \| Ruben Guerreiro \| EF Education-EasyPost \| + 12m18s \| \| \| 21. \| Mikel Bizkarra \| Euskaltel-Euskadi \| + 13m08s \| \| \| 22. \| Ben Tulett \| Ineos Grenadiers \| + 13m25s \| \| \| 23. \| Daniel Navarro \| Burgos-BH \| + 14m07s \| \| \| 24. \| Julian Alaphilippe \| Quick-Step Alpha Vinyl \| + 14m08s \| \| \| 25. \| Alexis Vuillermoz \| TotalEnergies \| + 14m21s \| \| |                        |                        |           |
| |                        |                        |           |
| Fonte: ProCyclingStats |                        |                        |           |
| Classificação geral |                        |                        |           |
| Ciclista | Ciclista               | Equipe                 | Tempo     |
| 1. | Daniel Felipe Martínez | Ineos Grenadiers       | 21h59m36s |
| 2. | Ion Izagirre           | Cofidis                | + 11s     |
| 3. | Aleksandr Vlasov       | Bora-Hansgrohe         | + 16s     |
| 4. | Remco Evenepoel        | Quick-Step Alpha Vinyl | + 21s     |
| 5. | Pello Bilbao           | Bahrain Victorious     | + 32s     |
| 6. | Jonas Vingegaard       | Jumbo-Visma            | + 32s     |
| 7. | Marc Soler             | UAE Team Emirates      | + 1m26s   |
| 8. | Primož Roglič          | Jumbo-Visma            | + 3m18s   |
| 9. | Enric Mas              | Movistar Team          | + 3m55s   |
| 10. | Rigoberto Urán         | EF Education-EasyPost  | + 5m03s   |
| 11. | Juan Pedro López       | Trek-Segafredo         | + 5m24s   |
| 12. | Félix Gall             | AG2R Citroën Team      | + 5m58s   |
| 13. | Michael Woods          | Israel-Premier Tech    | + 7m16s   |
| 14. | Diego Ulissi           | UAE Team Emirates      | + 7m25s   |
| 15. | Gianluca Brambilla     | Trek-Segafredo         | + 8m02s   |
| 16. | Steff Cras             | Lotto-Soudal           | + 8m32s   |
| 17. | Jonathan Lastra        | Caja Rural-Seguros RGA | + 8m43s   |
| 18. | David Gaudu            | Groupama-FDJ           | + 8m49s   |
| 19. | Sébastien Reichenbach  | Groupama-FDJ           | + 8m51s   |
| 20. | Ruben Guerreiro        | EF Education-EasyPost  | + 12m18s  |
| 21. | Mikel Bizkarra         | Euskaltel-Euskadi      | + 13m08s  |
| 22. | Ben Tulett             | Ineos Grenadiers       | + 13m25s  |
| 23. | Daniel Navarro         | Burgos-BH              | + 14m07s  |
| 24. | Julian Alaphilippe     | Quick-Step Alpha Vinyl | + 14m08s  |
| 25. | Alexis Vuillermoz      | TotalEnergies          | + 14m21s  |

### Classificação por pontos
| Classificação por pontos | Classificação por pontos | Classificação por pontos | Classificação por pontos | Classificação por pontos |
| Ciclista                 | Ciclista                 | Equipe                   | Pontos                   |                          |
| ------------------------ | ------------------------ | ------------------------ | ------------------------ | ------------------------ |
| 1.                       | Daniel Felipe Martínez   | Ineos Grenadiers         | 74 pts                   |                          |
| 2.                       | Julian Alaphilippe       | Quick-Step Alpha Vinyl   | 65 pts                   |                          |
| 3.                       | Remco Evenepoel          | Quick-Step Alpha Vinyl   | 65 pts                   |                          |
| 4.                       | Aleksandr Vlasov         | Bora-Hansgrohe           | 62 pts                   |                          |
| 5.                       | Pello Bilbao             | Bahrain Victorious       | 61 pts                   |                          |
| 6.                       | Ion Izagirre             | Cofidis                  | 57 pts                   |                          |
| 7.                       | Primož Roglič            | Jumbo-Visma              | 56 pts                   |                          |
| 8.                       | Marc Soler               | UAE Team Emirates        | 45 pts                   |                          |
| 9.                       | Jonas Vingegaard         | Jumbo-Visma              | 38 pts                   |                          |
| 10.                      | Carlos Rodríguez         | Ineos Grenadiers         | 37 pts                   |                          |

### Classificação da montanha
| Classificação da montanha | Classificação da montanha | Classificação da montanha | Classificação da montanha | Classificação da montanha |
| Ciclista                  | Ciclista                  | Equipe                    | Pontos                    |                           |
| ------------------------- | ------------------------- | ------------------------- | ------------------------- | ------------------------- |
| 1.                        | Cristián Rodríguez        | TotalEnergies             | 40 pts                    |                           |
| 2.                        | Davide Formolo            | UAE Team Emirates         | 38 pts                    |                           |
| 3.                        | Jonas Vingegaard          | Jumbo-Visma               | 17 pts                    |                           |
| 4.                        | Daniel Felipe Martínez    | Ineos Grenadiers          | 12 pts                    |                           |
| 5.                        | Ibon Ruiz                 | Equipo Kern Pharma        | 12 pts                    |                           |
| 6.                        | Marc Soler                | UAE Team Emirates         | 12 pts                    |                           |
| 7.                        | Carlos Rodríguez          | Ineos Grenadiers          | 10 pts                    |                           |
| 8.                        | Geraint Thomas            | Ineos Grenadiers          | 10 pts                    |                           |
| 9.                        | Tony Gallopin             | Trek-Segafredo            | 10 pts                    |                           |
| 10.                       | Ion Izagirre              | Cofidis                   | 9 pts                     |                           |

### Classificação sub-23
| Classificação U23 | Classificação U23  | Classificação U23      | Classificação U23 | Classificação U23 |
| Ciclista          | Ciclista           | Equipe                 | Tempo             |                   |
| ----------------- | ------------------ | ---------------------- | ----------------- | ----------------- |
| 1.                | Remco Evenepoel    | Quick-Step Alpha Vinyl | 21h59m57s         |                   |
| 2.                | Juan Pedro López   | Trek-Segafredo         | + 5m03s           |                   |
| 3.                | Félix Gall         | AG2R Citroën Team      | + 5m37s           |                   |
| 4.                | Ben Tulett         | Ineos Grenadiers       | + 13m04s          |                   |
| 5.                | Carlos Rodríguez   | Ineos Grenadiers       | + 14m41s          |                   |
| 6.                | Andreas Leknessund | Team DSM               | + 16m17s          |                   |
| 7.                | Igor Arrieta       | Equipo Kern Pharma     | + 23m38s          |                   |
| 8.                | Gino Mäder         | Bahrain Victorious     | + 29m21s          |                   |
| 9.                | Mauri Vansevenant  | Quick-Step Alpha Vinyl | + 36m33s          |                   |
| 10.               | Ibon Ruiz          | Equipo Kern Pharma     | + 51m00s          |                   |

### Classificação por equipas
| Classificação por equipes | Classificação por equipes | Classificação por equipes | Classificação por equipes |
| Equipe                    | Equipe                    | Tempo                     |                           |
| ------------------------- | ------------------------- | ------------------------- | ------------------------- |
| 1.                        | Ineos Grenadiers          | 66h20m44s                 |                           |
| 2.                        | UAE Team Emirates         | + 1m16s                   |                           |
| 3.                        | Jumbo-Visma               | + 11m25s                  |                           |
| 4.                        | Bahrain Victorious        | + 11m47s                  |                           |
| 5.                        | Movistar Team             | + 13m35s                  |                           |
| 6.                        | Groupama-FDJ              | + 18m16s                  |                           |
| 7.                        | Trek-Segafredo            | + 22m09s                  |                           |
| 8.                        | Quick-Step Alpha Vinyl    | + 29m24s                  |                           |
| 9.                        | Cofidis                   | + 31m30s                  |                           |
| 10.                       | Caja Rural-Seguros RGA    | + 32m47s                  |                           |

## Evolução das classificações
| Etapa |                           | Vencedor _             | Classificação geral    | Prêmio por pontos      | Prêmio de montanha | Juventude       | Disputa            | Equipes                |
| ----- | ------------------------- | ---------------------- | ---------------------- | ---------------------- | ------------------ | --------------- | ------------------ | ---------------------- |
| 1     | contrarrelógio individual | Primož Roglič          | Primož Roglič          | Primož Roglič          | Remco Evenepoel    | Remco Evenepoel | não atribuído      | Quick-Step Alpha Vinyl |
| 2     | etapa escarpada           | Julian Alaphilippe     | Primož Roglič          | Primož Roglič          | Ibon Ruiz          | Remco Evenepoel | Ibon Ruiz          | Quick-Step Alpha Vinyl |
| 3     | média montanha            | Pello Bilbao           | Primož Roglič          | Julian Alaphilippe     | Cristián Rodríguez | Remco Evenepoel | Cristián Rodríguez | Jumbo-Visma            |
| 4     | média montanha            | Daniel Felipe Martínez | Primož Roglič          | Julian Alaphilippe     | Cristián Rodríguez | Remco Evenepoel | Victor Lafay       | Ineos Grenadiers       |
| 5     | alta montanha             | Carlos Rodríguez       | Remco Evenepoel        | Julian Alaphilippe     | Cristián Rodríguez | Remco Evenepoel | Marc Soler         | Ineos Grenadiers       |
| 6     | alta montanha             | Ion Izagirre           | Daniel Felipe Martínez | Daniel Felipe Martínez | Cristián Rodríguez | Remco Evenepoel | Ion Izagirre       | Ineos Grenadiers       |
| Final | Final                     |                        | Daniel Felipe Martínez | Daniel Felipe Martínez | Cristián Rodríguez | Remco Evenepoel | não atribuído      | Ineos Grenadiers       |

## Ciclistas participantes e posições finais
| Jumbo-Visma TJV | Jumbo-Visma TJV        | Jumbo-Visma TJV |
| --------------- | ---------------------- | --------------- |
| Num             | Ciclista               | Pos             |
| 1               | Primož Roglič (SLO)    | 8.              |
| 2               | Gijs Leemreize (NED)   | 53.             |
| 3               | Chris Harper (AUS)     | DNF-5           |
| 4               | Sepp Kuss (USA)        | HD-6            |
| 5               | Pascal Eenkhoorn (NED) | HD-6            |
| 6               | Milan Vader (NED)      | DNF-6           |
| 7               | Jonas Vingegaard (DEN) | 6.              |

| Bahrain Victorious TBV | Bahrain Victorious TBV    | Bahrain Victorious TBV |
| ---------------------- | ------------------------- | ---------------------- |
| Num                    | Ciclista                  | Pos                    |
| 11                     | Pello Bilbao (ESP)        | 5.                     |
| 12                     | Yukiya Arashiro (JPN)     | HD-6                   |
| 13                     | Gino Mäder (SUI)          | 40.                    |
| 14                     | Domen Novak (SLO)         | 43.                    |
| 15                     | Luis León Sánchez (ESP)   | DNF-6                  |
| 16                     | Hermann Pernsteiner (AUT) | 44.                    |
| 17                     | Edoardo Zambanini (ITA)   | HD-6                   |

| UAE Team Emirates UAD | UAE Team Emirates UAD | UAE Team Emirates UAD |
| --------------------- | --------------------- | --------------------- |
| Num                   | Ciclista              | Pos                   |
| 21                    | Alessandro Covi (ITA) | DNF-6                 |
| 22                    | George Bennett (NZL)  | NP-3                  |
| 23                    | Jan Polanc (SLO)      | DNF-6                 |
| 24                    | Davide Formolo (ITA)  | 38.                   |
| 25                    | Rafał Majka (POL)     | 35.                   |
| 26                    | Diego Ulissi (ITA)    | 14.                   |
| 27                    | Marc Soler (ESP)      | 7.                    |

| Astana Qazaqstan Team AST | Astana Qazaqstan Team AST   | Astana Qazaqstan Team AST |
| ------------------------- | --------------------------- | ------------------------- |
| Num                       | Ciclista                    | Pos                       |
| 31                        | Stefan de Bod (RSA)         | HD-6                      |
| 32                        | Sebastián Henao (COL)       | 33.                       |
| 33                        | Yuriy Natarov (KAZ)         | DNF-6                     |
| 34                        | Antonio Nibali (ITA)        | DNF-6                     |
| 35                        | Aleksandr Riabushenko (BLR) | DNF-5                     |
| 36                        | Javier Romo (ESP)           | DNF-2                     |
| 37                        | Andrey Zeits (KAZ)          | HD-6                      |

| Quick-Step Alpha Vinyl QST | Quick-Step Alpha Vinyl QST         | Quick-Step Alpha Vinyl QST |
| -------------------------- | ---------------------------------- | -------------------------- |
| Num                        | Ciclista                           | Pos                        |
| 41                         | Julian Alaphilippe (FRA) (estrada) | 24.                        |
| 42                         | Rémi Cavagna (FRA) (estrada)       | DNF-6                      |
| 43                         | Dries Devenyns (BEL)               | DNF-6                      |
| 44                         | Remco Evenepoel (BEL)              | 24.                        |
| 45                         | James Knox (GBR)                   | DNF-6                      |
| 46                         | Mauri Vansevenant (BEL)            | 46.                        |

| Movistar Team MOV | Movistar Team MOV                  | Movistar Team MOV |
| ----------------- | ---------------------------------- | ----------------- |
| Num               | Ciclista                           | Pos               |
| 51                | Enric Mas (ESP)                    | 9.                |
| 52                | Gorka Izagirre (ESP)               | 30.               |
| 53                | Gregor Mühlberger (AUT)            | 45.               |
| 54                | Nelson Oliveira (POR)              | DNF-6             |
| 55                | Antonio Pedrero (ESP)              | HD-6              |
| 56                | Óscar Rodríguez Garaicoechea (ESP) | 47.               |
| 57                | Sergio Samitier (ESP)              | 54.               |

| Ineos Grenadiers IGD | Ineos Grenadiers IGD               | Ineos Grenadiers IGD |
| -------------------- | ---------------------------------- | -------------------- |
| Num                  | Ciclista                           | Pos                  |
| 61                   | Omar Fraile (ESP) (estrada)        | HD-6                 |
| 62                   | Tao Geoghegan Hart (GBR)           | 29.                  |
| 63                   | Daniel Felipe Martínez (COL) (CRI) | 1.                   |
| 64                   | Carlos Rodríguez (ESP)             | 26.                  |
| 65                   | Geraint Thomas (GBR)               | 39.                  |
| 66                   | Ben Tulett (GBR)                   | 22.                  |
| 67                   | Adam Yates (GBR)                   | DNF-6                |

| Cofidis COF | Cofidis COF              | Cofidis COF |
| ----------- | ------------------------ | ----------- |
| Num         | Ciclista                 | Pos         |
| 71          | Ion Izagirre (ESP) (CRI) | 2.          |
| 72          | André Carvalho (POR)     | DNF-5       |
| 73          | Rubén Fernández (ESP)    | HD-6        |
| 74          | Simon Geschke (GER)      | 27.         |
| 75          | José Herrada (ESP)       | HD-6        |
| 76          | Victor Lafay (FRA)       | DNF-6       |
| 77          | Thomas Champion (FRA)    | HD-6        |

| Bora-Hansgrohe BOH | Bora-Hansgrohe BOH             | Bora-Hansgrohe BOH |
| ------------------ | ------------------------------ | ------------------ |
| Num                | Ciclista                       | Pos                |
| 81                 | Emanuel Buchmann (GER)         | DNF-6              |
| 82                 | Felix Großschartner (AUT)      | HD-6               |
| 83                 | Sergio Higuita (COL) (estrada) | DNF-5              |
| 84                 | Lennard Kämna (GER)            | DNF-6              |
| 86                 | Aleksandr Vlasov (RUS) (CRI)   | 3.                 |
| 87                 | Frederik Wandahl (DEN)         | HD-6               |

| BikeExchange-Jayco BEX | BikeExchange-Jayco BEX | BikeExchange-Jayco BEX |
| ---------------------- | ---------------------- | ---------------------- |
| Num                    | Ciclista               | Pos                    |
| 91                     | Lucas Hamilton (AUS)   | DNF-5                  |
| 92                     | Tsgabu Grmay (ETH)     | DNF-6                  |
| 93                     | Jesús David Peña (COL) | DNF-3                  |
| 94                     | Tanel Kangert (EST)    | DNF-6                  |
| 95                     | Jack Bauer (NZL)       | HD-6                   |
| 96                     | Nick Schultz (AUS)     | DNF-6                  |
| 97                     | Jan Maas (NED)         | DNF-5                  |

| TotalEnergies TEN | TotalEnergies TEN        | TotalEnergies TEN |
| ----------------- | ------------------------ | ----------------- |
| Num               | Ciclista                 | Pos               |
| 101               | Jérémy Cabot (FRA)       | 52.               |
| 102               | Fabien Doubey (FRA)      | 49.               |
| 103               | Fabien Grellier (FRA)    | HD-6              |
| 104               | Alan Jousseaume (FRA)    | DNF-6             |
| 105               | Pierre Latour (FRA)      | NP-5              |
| 106               | Cristián Rodríguez (ESP) | 41.               |
| 107               | Alexis Vuillermoz (FRA)  | 25.               |

| Intermarché-Wanty-Gobert Matériaux IWG | Intermarché-Wanty-Gobert Matériaux IWG | Intermarché-Wanty-Gobert Matériaux IWG |
| -------------------------------------- | -------------------------------------- | -------------------------------------- |
| Num                                    | Ciclista                               | Pos                                    |
| 111                                    | Kobe Goossens (BEL)                    | DNF-5                                  |
| 112                                    | Quinten Hermans (BEL)                  | DNF-4                                  |
| 113                                    | Julius Johansen (DEN)                  | NP-3                                   |
| 114                                    | Laurens Huys (BEL)                     | DNF-3                                  |
| 115                                    | Hugo Page (FRA)                        | DNF-3                                  |
| 116                                    | Kévin Van Melsen (BEL)                 | NP-2                                   |
| 117                                    | Théo Delacroix (FRA)                   | DNF-5                                  |

| Team DSM DSM | Team DSM DSM             | Team DSM DSM |
| ------------ | ------------------------ | ------------ |
| Num          | Ciclista                 | Pos          |
| 121          | Romain Combaud (FRA)     | HD-6         |
| 122          | Mark Donovan (GBR)       | NP-5         |
| 123          | Leon Heinschke (GER)     | DNF-6        |
| 124          | Andreas Leknessund (NOR) | 28.          |
| 125          | Tim Naberman (NED)       | DNF-6        |
| 126          | Florian Stork (GER)      | NP-5         |
| 127          | Martijn Tusveld (NED)    | HD-6         |

| Caja Rural-Seguros RGA CJR | Caja Rural-Seguros RGA CJR | Caja Rural-Seguros RGA CJR |
| -------------------------- | -------------------------- | -------------------------- |
| Num                        | Ciclista                   | Pos                        |
| 131                        | Mikel Nieve (ESP)          | NP-6                       |
| 132                        | Jonathan Lastra (ESP)      | 17.                        |
| 133                        | Julen Amézqueta (ESP)      | NP-5                       |
| 134                        | Orluis Aular (VEN)         | HD-6                       |
| 135                        | Fernando Barceló (ESP)     | 31.                        |
| 136                        | Jefferson Cepeda (ECU)     | DNF-6                      |
| 137                        | Jokin Murguialday (ESP)    | HD-6                       |

| AG2R Citroën Team ACT | AG2R Citroën Team ACT        | AG2R Citroën Team ACT |
| --------------------- | ---------------------------- | --------------------- |
| Num                   | Ciclista                     | Pos                   |
| 141                   | Clément Champoussin (FRA)    | NP-1                  |
| 142                   | Félix Gall (AUT)             | 12.                   |
| 143                   | Paul Lapeira (FRA)           | DNF-3                 |
| 144                   | Aurélien Paret-Peintre (FRA) | 37.                   |
| 145                   | Valentin Paret-Peintre (FRA) | NP-3                  |
| 146                   | Nicolas Prodhomme (FRA)      | HD-6                  |
| 147                   | Andrea Vendrame (ITA)        | NP-6                  |

| Israel-Premier Tech IPT | Israel-Premier Tech IPT    | Israel-Premier Tech IPT |
| ----------------------- | -------------------------- | ----------------------- |
| Num                     | Ciclista                   | Pos                     |
| 151                     | Sebastian Berwick (AUS)    | NP-5                    |
| 152                     | Alexander Cataford (CAN)   | DNF-6                   |
| 153                     | Alessandro De Marchi (ITA) | HD-6                    |
| 155                     | Hugo Houle (CAN)           | 50.                     |
| 156                     | James Piccoli (CAN)        | HD-6                    |
| 157                     | Michael Woods (CAN)        | 13.                     |

| Groupama-FDJ GFC | Groupama-FDJ GFC                    | Groupama-FDJ GFC |
| ---------------- | ----------------------------------- | ---------------- |
| Num              | Ciclista                            | Pos              |
| 161              | David Gaudu (FRA)                   | 18.              |
| 162              | Bruno Armirail (FRA)                | 36.              |
| 163              | Ignatas Konovalovas (LTU) (estrada) | DNF-4            |
| 164              | Antoine Duchesne (CAN)              | HD-6             |
| 165              | Rudy Molard (FRA)                   | 32.              |
| 166              | Sébastien Reichenbach (SUI)         | 19.              |
| 167              | Anthony Roux (FRA)                  | HD-6             |

| Burgos-BH BBH | Burgos-BH BBH            | Burgos-BH BBH |
| ------------- | ------------------------ | ------------- |
| Num           | Ciclista                 | Pos           |
| 171           | Ander Okamika (ESP)      | HD-6          |
| 172           | Daniel Navarro (ESP)     | 23.           |
| 173           | Óscar Cabedo (ESP)       | HD-6          |
| 174           | Victor Langellotti (MON) | DNF-2         |
| 175           | Ángel Madrazo (ESP)      | HD-6          |
| 176           | Pelayo Sánchez (ESP)     | DNF-6         |
| 177           | Jetse Bol (NED)          | DNF-6         |

| Trek-Segafredo TFS | Trek-Segafredo TFS       | Trek-Segafredo TFS |
| ------------------ | ------------------------ | ------------------ |
| Num                | Ciclista                 | Pos                |
| 181                | Julien Bernard (FRA)     | HD-6               |
| 182                | Tony Gallopin (FRA)      | 48.                |
| 183                | Gianluca Brambilla (ITA) | 15.                |
| 184                | Kenny Elissonde (FRA)    | HD-6               |
| 185                | Juan Pedro López (ESP)   | 11.                |
| 186                | Simon Pellaud (SUI)      | DNF-5              |
| 187                | Antwan Tolhoek (NED)     | DNF-4              |

| Euskaltel-Euskadi EUS | Euskaltel-Euskadi EUS  | Euskaltel-Euskadi EUS |
| --------------------- | ---------------------- | --------------------- |
| Num                   | Ciclista               | Pos                   |
| 191                   | Xabier Azparren (ESP)  | HD-6                  |
| 192                   | Ibai Azurmendi (ESP)   | DNF-5                 |
| 193                   | Mikel Bizkarra (ESP)   | 21.                   |
| 194                   | Mikel Iturria (ESP)    | HD-6                  |
| 195                   | Asier Etxeberria (ESP) | HD-6                  |
| 196                   | Gotzon Martín (ESP)    | 42.                   |
| 197                   | Xabier Isasa (ESP)     | HD-6                  |

| Equipo Kern Pharma EKP | Equipo Kern Pharma EKP               | Equipo Kern Pharma EKP |
| ---------------------- | ------------------------------------ | ---------------------- |
| Num                    | Ciclista                             | Pos                    |
| 201                    | Héctor Carretero (ESP)               | DNF-5                  |
| 202                    | Roger Adrià (ESP)                    | DNF-6                  |
| 203                    | Jon Agirre (ESP)                     | DNF-6                  |
| 204                    | Diego López (ESP)                    | HD-6                   |
| 205                    | Daniel Alejandro Méndez Noreña (COL) | DNF-5                  |
| 206                    | Ibon Ruiz (ESP)                      | 51.                    |
| 207                    | Igor Arrieta (ESP)                   | 34.                    |

| EF Education-EasyPost EFE | EF Education-EasyPost EFE | EF Education-EasyPost EFE |
| ------------------------- | ------------------------- | ------------------------- |
| Num                       | Ciclista                  | Pos                       |
| 211                       | Rigoberto Urán (COL)      | 10.                       |
| 212                       | Diego Camargo (COL)       | HD-6                      |
| 214                       | Ruben Guerreiro (POR)     | 20.                       |
| 215                       | Mark Padun (UKR)          | DNF-3                     |
| 216                       | James Shaw (GBR)          | HD-6                      |
| 217                       | Jonathan Caicedo (ECU)    | HD-6                      |

| Lotto-Soudal LTS | Lotto-Soudal LTS        | Lotto-Soudal LTS |
| ---------------- | ----------------------- | ---------------- |
| Num              | Ciclista                | Pos              |
| 221              | Filippo Conca (ITA)     | HD-6             |
| 222              | Steff Cras (BEL)        | 16.              |
| 224              | Sylvain Moniquet (BEL)  | HD-6             |
| 225              | Viktor Verschaeve (BEL) | DNF-5            |
| 226              | Harry Sweeny (AUS)      | DNF-2            |
| 227              | Maxim Van Gils (BEL)    | DNF-3            |

| Jumbo-Visma TJV | Jumbo-Visma TJV        | Jumbo-Visma TJV |
| --------------- | ---------------------- | --------------- |
| Num             | Ciclista               | Pos             |
| 1               | Primož Roglič (SLO)    | 8.              |
| 2               | Gijs Leemreize (NED)   | 53.             |
| 3               | Chris Harper (AUS)     | DNF-5           |
| 4               | Sepp Kuss (USA)        | HD-6            |
| 5               | Pascal Eenkhoorn (NED) | HD-6            |
| 6               | Milan Vader (NED)      | DNF-6           |
| 7               | Jonas Vingegaard (DEN) | 6.              |

| Bahrain Victorious TBV | Bahrain Victorious TBV    | Bahrain Victorious TBV |
| ---------------------- | ------------------------- | ---------------------- |
| Num                    | Ciclista                  | Pos                    |
| 11                     | Pello Bilbao (ESP)        | 5.                     |
| 12                     | Yukiya Arashiro (JPN)     | HD-6                   |
| 13                     | Gino Mäder (SUI)          | 40.                    |
| 14                     | Domen Novak (SLO)         | 43.                    |
| 15                     | Luis León Sánchez (ESP)   | DNF-6                  |
| 16                     | Hermann Pernsteiner (AUT) | 44.                    |
| 17                     | Edoardo Zambanini (ITA)   | HD-6                   |

| UAE Team Emirates UAD | UAE Team Emirates UAD | UAE Team Emirates UAD |
| --------------------- | --------------------- | --------------------- |
| Num                   | Ciclista              | Pos                   |
| 21                    | Alessandro Covi (ITA) | DNF-6                 |
| 22                    | George Bennett (NZL)  | NP-3                  |
| 23                    | Jan Polanc (SLO)      | DNF-6                 |
| 24                    | Davide Formolo (ITA)  | 38.                   |
| 25                    | Rafał Majka (POL)     | 35.                   |
| 26                    | Diego Ulissi (ITA)    | 14.                   |
| 27                    | Marc Soler (ESP)      | 7.                    |

| Astana Qazaqstan Team AST | Astana Qazaqstan Team AST   | Astana Qazaqstan Team AST |
| ------------------------- | --------------------------- | ------------------------- |
| Num                       | Ciclista                    | Pos                       |
| 31                        | Stefan de Bod (RSA)         | HD-6                      |
| 32                        | Sebastián Henao (COL)       | 33.                       |
| 33                        | Yuriy Natarov (KAZ)         | DNF-6                     |
| 34                        | Antonio Nibali (ITA)        | DNF-6                     |
| 35                        | Aleksandr Riabushenko (BLR) | DNF-5                     |
| 36                        | Javier Romo (ESP)           | DNF-2                     |
| 37                        | Andrey Zeits (KAZ)          | HD-6                      |

| Quick-Step Alpha Vinyl QST | Quick-Step Alpha Vinyl QST         | Quick-Step Alpha Vinyl QST |
| -------------------------- | ---------------------------------- | -------------------------- |
| Num                        | Ciclista                           | Pos                        |
| 41                         | Julian Alaphilippe (FRA) (estrada) | 24.                        |
| 42                         | Rémi Cavagna (FRA) (estrada)       | DNF-6                      |
| 43                         | Dries Devenyns (BEL)               | DNF-6                      |
| 44                         | Remco Evenepoel (BEL)              | 24.                        |
| 45                         | James Knox (GBR)                   | DNF-6                      |
| 46                         | Mauri Vansevenant (BEL)            | 46.                        |

| Movistar Team MOV | Movistar Team MOV                  | Movistar Team MOV |
| ----------------- | ---------------------------------- | ----------------- |
| Num               | Ciclista                           | Pos               |
| 51                | Enric Mas (ESP)                    | 9.                |
| 52                | Gorka Izagirre (ESP)               | 30.               |
| 53                | Gregor Mühlberger (AUT)            | 45.               |
| 54                | Nelson Oliveira (POR)              | DNF-6             |
| 55                | Antonio Pedrero (ESP)              | HD-6              |
| 56                | Óscar Rodríguez Garaicoechea (ESP) | 47.               |
| 57                | Sergio Samitier (ESP)              | 54.               |

| Ineos Grenadiers IGD | Ineos Grenadiers IGD               | Ineos Grenadiers IGD |
| -------------------- | ---------------------------------- | -------------------- |
| Num                  | Ciclista                           | Pos                  |
| 61                   | Omar Fraile (ESP) (estrada)        | HD-6                 |
| 62                   | Tao Geoghegan Hart (GBR)           | 29.                  |
| 63                   | Daniel Felipe Martínez (COL) (CRI) | 1.                   |
| 64                   | Carlos Rodríguez (ESP)             | 26.                  |
| 65                   | Geraint Thomas (GBR)               | 39.                  |
| 66                   | Ben Tulett (GBR)                   | 22.                  |
| 67                   | Adam Yates (GBR)                   | DNF-6                |

| Cofidis COF | Cofidis COF              | Cofidis COF |
| ----------- | ------------------------ | ----------- |
| Num         | Ciclista                 | Pos         |
| 71          | Ion Izagirre (ESP) (CRI) | 2.          |
| 72          | André Carvalho (POR)     | DNF-5       |
| 73          | Rubén Fernández (ESP)    | HD-6        |
| 74          | Simon Geschke (GER)      | 27.         |
| 75          | José Herrada (ESP)       | HD-6        |
| 76          | Victor Lafay (FRA)       | DNF-6       |
| 77          | Thomas Champion (FRA)    | HD-6        |

| Bora-Hansgrohe BOH | Bora-Hansgrohe BOH             | Bora-Hansgrohe BOH |
| ------------------ | ------------------------------ | ------------------ |
| Num                | Ciclista                       | Pos                |
| 81                 | Emanuel Buchmann (GER)         | DNF-6              |
| 82                 | Felix Großschartner (AUT)      | HD-6               |
| 83                 | Sergio Higuita (COL) (estrada) | DNF-5              |
| 84                 | Lennard Kämna (GER)            | DNF-6              |
| 86                 | Aleksandr Vlasov (RUS) (CRI)   | 3.                 |
| 87                 | Frederik Wandahl (DEN)         | HD-6               |

| BikeExchange-Jayco BEX | BikeExchange-Jayco BEX | BikeExchange-Jayco BEX |
| ---------------------- | ---------------------- | ---------------------- |
| Num                    | Ciclista               | Pos                    |
| 91                     | Lucas Hamilton (AUS)   | DNF-5                  |
| 92                     | Tsgabu Grmay (ETH)     | DNF-6                  |
| 93                     | Jesús David Peña (COL) | DNF-3                  |
| 94                     | Tanel Kangert (EST)    | DNF-6                  |
| 95                     | Jack Bauer (NZL)       | HD-6                   |
| 96                     | Nick Schultz (AUS)     | DNF-6                  |
| 97                     | Jan Maas (NED)         | DNF-5                  |

| TotalEnergies TEN | TotalEnergies TEN        | TotalEnergies TEN |
| ----------------- | ------------------------ | ----------------- |
| Num               | Ciclista                 | Pos               |
| 101               | Jérémy Cabot (FRA)       | 52.               |
| 102               | Fabien Doubey (FRA)      | 49.               |
| 103               | Fabien Grellier (FRA)    | HD-6              |
| 104               | Alan Jousseaume (FRA)    | DNF-6             |
| 105               | Pierre Latour (FRA)      | NP-5              |
| 106               | Cristián Rodríguez (ESP) | 41.               |
| 107               | Alexis Vuillermoz (FRA)  | 25.               |

| Intermarché-Wanty-Gobert Matériaux IWG | Intermarché-Wanty-Gobert Matériaux IWG | Intermarché-Wanty-Gobert Matériaux IWG |
| -------------------------------------- | -------------------------------------- | -------------------------------------- |
| Num                                    | Ciclista                               | Pos                                    |
| 111                                    | Kobe Goossens (BEL)                    | DNF-5                                  |
| 112                                    | Quinten Hermans (BEL)                  | DNF-4                                  |
| 113                                    | Julius Johansen (DEN)                  | NP-3                                   |
| 114                                    | Laurens Huys (BEL)                     | DNF-3                                  |
| 115                                    | Hugo Page (FRA)                        | DNF-3                                  |
| 116                                    | Kévin Van Melsen (BEL)                 | NP-2                                   |
| 117                                    | Théo Delacroix (FRA)                   | DNF-5                                  |

| Team DSM DSM | Team DSM DSM             | Team DSM DSM |
| ------------ | ------------------------ | ------------ |
| Num          | Ciclista                 | Pos          |
| 121          | Romain Combaud (FRA)     | HD-6         |
| 122          | Mark Donovan (GBR)       | NP-5         |
| 123          | Leon Heinschke (GER)     | DNF-6        |
| 124          | Andreas Leknessund (NOR) | 28.          |
| 125          | Tim Naberman (NED)       | DNF-6        |
| 126          | Florian Stork (GER)      | NP-5         |
| 127          | Martijn Tusveld (NED)    | HD-6         |

| Caja Rural-Seguros RGA CJR | Caja Rural-Seguros RGA CJR | Caja Rural-Seguros RGA CJR |
| -------------------------- | -------------------------- | -------------------------- |
| Num                        | Ciclista                   | Pos                        |
| 131                        | Mikel Nieve (ESP)          | NP-6                       |
| 132                        | Jonathan Lastra (ESP)      | 17.                        |
| 133                        | Julen Amézqueta (ESP)      | NP-5                       |
| 134                        | Orluis Aular (VEN)         | HD-6                       |
| 135                        | Fernando Barceló (ESP)     | 31.                        |
| 136                        | Jefferson Cepeda (ECU)     | DNF-6                      |
| 137                        | Jokin Murguialday (ESP)    | HD-6                       |

| AG2R Citroën Team ACT | AG2R Citroën Team ACT        | AG2R Citroën Team ACT |
| --------------------- | ---------------------------- | --------------------- |
| Num                   | Ciclista                     | Pos                   |
| 141                   | Clément Champoussin (FRA)    | NP-1                  |
| 142                   | Félix Gall (AUT)             | 12.                   |
| 143                   | Paul Lapeira (FRA)           | DNF-3                 |
| 144                   | Aurélien Paret-Peintre (FRA) | 37.                   |
| 145                   | Valentin Paret-Peintre (FRA) | NP-3                  |
| 146                   | Nicolas Prodhomme (FRA)      | HD-6                  |
| 147                   | Andrea Vendrame (ITA)        | NP-6                  |

| Israel-Premier Tech IPT | Israel-Premier Tech IPT    | Israel-Premier Tech IPT |
| ----------------------- | -------------------------- | ----------------------- |
| Num                     | Ciclista                   | Pos                     |
| 151                     | Sebastian Berwick (AUS)    | NP-5                    |
| 152                     | Alexander Cataford (CAN)   | DNF-6                   |
| 153                     | Alessandro De Marchi (ITA) | HD-6                    |
| 155                     | Hugo Houle (CAN)           | 50.                     |
| 156                     | James Piccoli (CAN)        | HD-6                    |
| 157                     | Michael Woods (CAN)        | 13.                     |

| Groupama-FDJ GFC | Groupama-FDJ GFC                    | Groupama-FDJ GFC |
| ---------------- | ----------------------------------- | ---------------- |
| Num              | Ciclista                            | Pos              |
| 161              | David Gaudu (FRA)                   | 18.              |
| 162              | Bruno Armirail (FRA)                | 36.              |
| 163              | Ignatas Konovalovas (LTU) (estrada) | DNF-4            |
| 164              | Antoine Duchesne (CAN)              | HD-6             |
| 165              | Rudy Molard (FRA)                   | 32.              |
| 166              | Sébastien Reichenbach (SUI)         | 19.              |
| 167              | Anthony Roux (FRA)                  | HD-6             |

| Burgos-BH BBH | Burgos-BH BBH            | Burgos-BH BBH |
| ------------- | ------------------------ | ------------- |
| Num           | Ciclista                 | Pos           |
| 171           | Ander Okamika (ESP)      | HD-6          |
| 172           | Daniel Navarro (ESP)     | 23.           |
| 173           | Óscar Cabedo (ESP)       | HD-6          |
| 174           | Victor Langellotti (MON) | DNF-2         |
| 175           | Ángel Madrazo (ESP)      | HD-6          |
| 176           | Pelayo Sánchez (ESP)     | DNF-6         |
| 177           | Jetse Bol (NED)          | DNF-6         |

| Trek-Segafredo TFS | Trek-Segafredo TFS       | Trek-Segafredo TFS |
| ------------------ | ------------------------ | ------------------ |
| Num                | Ciclista                 | Pos                |
| 181                | Julien Bernard (FRA)     | HD-6               |
| 182                | Tony Gallopin (FRA)      | 48.                |
| 183                | Gianluca Brambilla (ITA) | 15.                |
| 184                | Kenny Elissonde (FRA)    | HD-6               |
| 185                | Juan Pedro López (ESP)   | 11.                |
| 186                | Simon Pellaud (SUI)      | DNF-5              |
| 187                | Antwan Tolhoek (NED)     | DNF-4              |

| Euskaltel-Euskadi EUS | Euskaltel-Euskadi EUS  | Euskaltel-Euskadi EUS |
| --------------------- | ---------------------- | --------------------- |
| Num                   | Ciclista               | Pos                   |
| 191                   | Xabier Azparren (ESP)  | HD-6                  |
| 192                   | Ibai Azurmendi (ESP)   | DNF-5                 |
| 193                   | Mikel Bizkarra (ESP)   | 21.                   |
| 194                   | Mikel Iturria (ESP)    | HD-6                  |
| 195                   | Asier Etxeberria (ESP) | HD-6                  |
| 196                   | Gotzon Martín (ESP)    | 42.                   |
| 197                   | Xabier Isasa (ESP)     | HD-6                  |

| Equipo Kern Pharma EKP | Equipo Kern Pharma EKP               | Equipo Kern Pharma EKP |
| ---------------------- | ------------------------------------ | ---------------------- |
| Num                    | Ciclista                             | Pos                    |
| 201                    | Héctor Carretero (ESP)               | DNF-5                  |
| 202                    | Roger Adrià (ESP)                    | DNF-6                  |
| 203                    | Jon Agirre (ESP)                     | DNF-6                  |
| 204                    | Diego López (ESP)                    | HD-6                   |
| 205                    | Daniel Alejandro Méndez Noreña (COL) | DNF-5                  |
| 206                    | Ibon Ruiz (ESP)                      | 51.                    |
| 207                    | Igor Arrieta (ESP)                   | 34.                    |

| EF Education-EasyPost EFE | EF Education-EasyPost EFE | EF Education-EasyPost EFE |
| ------------------------- | ------------------------- | ------------------------- |
| Num                       | Ciclista                  | Pos                       |
| 211                       | Rigoberto Urán (COL)      | 10.                       |
| 212                       | Diego Camargo (COL)       | HD-6                      |
| 214                       | Ruben Guerreiro (POR)     | 20.                       |
| 215                       | Mark Padun (UKR)          | DNF-3                     |
| 216                       | James Shaw (GBR)          | HD-6                      |
| 217                       | Jonathan Caicedo (ECU)    | HD-6                      |

| Lotto-Soudal LTS | Lotto-Soudal LTS        | Lotto-Soudal LTS |
| ---------------- | ----------------------- | ---------------- |
| Num              | Ciclista                | Pos              |
| 221              | Filippo Conca (ITA)     | HD-6             |
| 222              | Steff Cras (BEL)        | 16.              |
| 224              | Sylvain Moniquet (BEL)  | HD-6             |
| 225              | Viktor Verschaeve (BEL) | DNF-5            |
| 226              | Harry Sweeny (AUS)      | DNF-2            |
| 227              | Maxim Van Gils (BEL)    | DNF-3            |

Convenções:
- AB-N: Abandono na etapa "N"
- FLT-N: Retiro por chegada fora do limite de tempo na etapa "N"
- NTS-N: Não tomou a saída para a etapa "N"
- DES-N: Desclassificado ou expulsado na etapa "N"

## UCI World Ranking
A Volta ao País Basco outorgou pontos para o UCI World Ranking para corredores das equipas nas categorias UCI WorldTeam, UCI ProTeam e Continental. As seguintes tabelas são o barómetro de pontuação e os dez corredores que obtiveram mais pontos:
| Posição             | 1.º | 2.º | 3.º | 4.º | 5.º | 6.º | 7.º | 8.º | 9.º | 10.º | 11.º | 12.º | 13.º | 14.º | 15.º | 16.º-20.º | 21.º-30.º | 31.º-50.º | 51.º-55.º | 56.º-60.º |
| Classificação geral | 400 | 320 | 260 | 220 | 180 | 140 | 120 | 100 | 80  | 68   | 56   | 48   | 40   | 32   | 28   | 24        | 16        | 8         | 4         | 2         |
| Por etapa           | 50  | 20  | 8   |     |     |     |     |     |     |      |      |      |      |      |      |           |           |           |           |           |
| Líder               | 8   |     |     |     |     |     |     |     |     |      |      |      |      |      |      |           |           |           |           |           |

| Classificação |                        |                        |       |       |       |       |
| Posição       | Ciclista               | Equipa                 | Geral | Etapa | Líder | Total |
| ------------- | ---------------------- | ---------------------- | ----- | ----- | ----- | ----- |
| 1.º           | Daniel Felipe Martínez | Ineos Grenadiers       | 400   | 70    | -     | 470   |
| 2.º           | Ion Izagirre           | Cofidis                | 320   | 50    | -     | 370   |
| 3.º           | Aleksandr Vlasov       | Bora-Hansgrohe         | 260   | 28    | -     | 288   |
| 4.º           | Remco Evenepoel        | Quick-Step Alpha Vinyl | 220   | 28    | 8     | 256   |
| 5.º           | Pello Bilbao           | Bahrain Victorious     | 180   | 50    | -     | 230   |
| 6.º           | Primož Roglič          | Jumbo-Visma            | 100   | 50    | 32    | 182   |
| 7.º           | Jonas Vingegaard       | Jumbo-Visma            | 140   | -     | -     | 140   |
| 8.º           | Marc Soler             | UAE Emirates           | 120   | 8     | -     | 128   |
| 9.º           | Julian Alaphilippe     | Quick-Step Alpha Vinyl | 16    | 90    | -     | 106   |
| 10.º          | Enric Mas              | Movistar               | 80    | -     | -     | 80    |